# Weniamin Borissowitsch Smechow

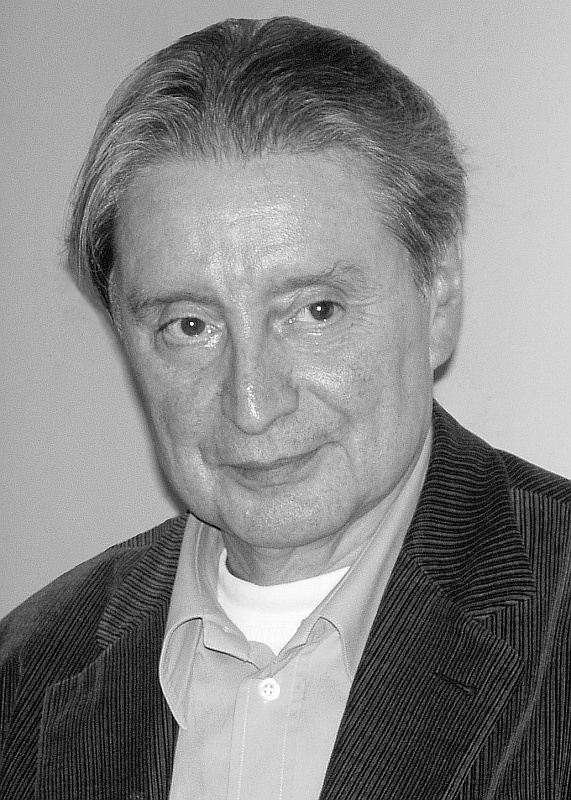
Weniamin Smechow (2008)

Weniamin Borissowitsch Smechow (russisch Вениамин Борисович Смехов, * 10. August 1940 in Moskau) ist ein russischer Film- und Theaterschauspieler, Theaterregisseur, Synchronsprecher und Drehbuch- und Kinderbuchautor.

## Leben
Weniamin Smechow wurde am 10. August 1940 als Sohn eines Professors und einer Internistin geboren. Sein Onkel Lew Moissejewitsch Smechow (1908–1978) war ein bekannter Buchillustrator.
Nach dem Ende seiner Schulzeit (1947–1957) wurde Smechow an der renommierten Schtschukin-Theaterhochschule aufgenommen. 1961 erhielt er dort seinen Abschluss, seine Diplomrolle war die des Covielle in Molières „Der Bürger als Edelmann“.
Von 1961 bis 1962 arbeitete Smechow zunächst am Maxim-Gorki-Theater in Samara. 1963 wechselte er ans neu gegründete Moskauer Theater für Drama und Komödie, aus dem 1964 das Taganka-Theater hervorging. Dort arbeitete Smechow bis 1985. In dieser Zeit spielte er unter anderem die Rolle des dritten Gottes in Brechts „Der gute Mensch von Sezuan“, die Rolle des Claudius in Shakespeares „Hamlet“ und die Rolle des Woland in der Bühnenadaption des Romans „Der Meister und Margarita“ von Michail Bulgakow. Von 1986 bis 1987 spielte er am Sowremennik-Theater und von 1988 bis 1990 wieder am Taganka-Theater.
Dem breiten russischen Publikum wurde Smechow vor allem in der Rolle des Athos im Musikfilm „D’Artagnan und die drei Musketiere (1978)“ und dessen drei Fortsetzungen (1992, 1993, 2008) bekannt. Insgesamt spielte er in den Jahren 1968–2008 in mehr als 20 Filmen mit. Außerdem synchronisierte er die Rolle der Hexe Bastinda in der russischen Zeichentrickadaption von „Der Zauberer von Oz“ sowie die Rolle des Admirals in der beliebten Zeichentrickserie „Die Abenteuer des Kapitäns Wrungel“.
Außerdem arbeitete Weniamin Smechow als Opernregisseur. Er inszenierte 1991 am Stadttheater Aachen, engagiert vom damaligen Intendanten Klaus Schultz, Prokofjews Oper „Die Liebe zu den drei Orangen“, 1993 am Nationaltheater Mannheim in der Intendanz Schultz die Oper „Don Pasquale“ von Gaetano Donizetti. Diese Produktion im Rokokotheater Schwetzingen wurde von Klaus Schultz 1997 an das Staatstheater am Gärtnerplatz in München übernommen, nachdem Smechov dort 1996 auch die Oper „Il Campiello“ von Ermanno Wolf-Ferrari inszeniert hatte.